# Governo Martin II
Il Governo Martin II è il 35º ed attuale governo dell'Irlanda, in carica dal 23 gennaio 2025.
Nato in seguito alle negoziazioni su programma comune per la coalizione di governo tra Fianna Fáil, Fine Gael ed un gruppo di Indipendenti dopo le elezioni generali del 29 novembre 2024 per il rinnovo dell'Assemblea d'Irlanda, si tratta del secondo governo che vede la partecipazione in coalizione dei due principali partiti irlandesi, nonché il secondo governo di rotazione nella storia del paese.

## Storia

### Formazione
La coalizione di governo si è formata in seguito all’esito delle elezioni generali del 2024, quando i due partiti precedentemente al governo, Fianna Fáil (FF) e Fine Gael (FG), essendo usciti molto rafforzati dalle urne ed avendo constatato il successo politico del precedente accordo rotatorio di governo (Governo Martin I-Varadkar II-Harris), hanno presto deciso di allearsi nuovamente, andando a replicare tale patto nella medesima formula (ossia con la carica di Taoiseach che sarebbe stata ricoperta a turno dai due Leader di partito, rispettivamente da Micheál Martin di Fianna Fáil per primo e fino ad una data non specificata del 2027, e Simon Harris, già Primo ministro uscente e leader del Fine Gael, per secondo e per il restante periodo fino alle successive elezioni, mentre con quella supplente di Tánaiste che sarebbe stata ricoperta in senso inverso per lo stesso periodo) anche nel nuovo esecutivo.
Poiché però i due partiti avevano mancato la maggioranza assoluta di soli due seggi ed il Partito Verde (GP), loro ex-alleato, era stato quasi del tutto spazzato fuori dal Dáil Éireann (la camera bassa dell’Oireachtas, il parlamento irlandese), essi si sono dovuti presto muovere, intesi in principio sul loro accordo, alla ricerca di un nuovo alleato di coalizione.
Avendo dunque tentato all’inizio, senza molti successi, un’alleanza con il Partito Laburista (LP) approfittando dell’apertura di questo, poi estesa informalmente su istanza della formazione stessa anche ai Socialdemocratici (SD), essa è presto degenerata in un collasso definitivo del tavolo negoziale in data 19 dicembre, principalmente a causa di svariate divergenze insanabili, portando così i dialoghi ad orientarsi facilmente verso altri partiti politici e membri d’ideologia affine, tra cui vari membri indipendenti, sebbene ciò abbia portato ad un prolungamento del procedimento all’anno successivo.
Alla fine, dopo aver acconsentito in data 18 dicembre 2024 all’elezione di Verona Murphy, una dei parlamentari non-affiliati, alla carica di Ceann Comhairle (Presidente della Camera) come gesto di apertura verso quest’ultimi, un accordo è stato ufficialmente raggiunto solo il 15 gennaio 2025, dopo alcune altre concessioni minori. Esso è dunque stato presto ratificato sia dal Fianna Fáil (FF), in data 19 gennaio, che dal Fine Gael (FG), in data 20 gennaio, portando così all’organizzazione di una seduta del Dáil Éireann il 22 gennaio per concludere ufficialmente il tutto.
Il 22 gennaio tuttavia, in seguito ad alcuni tafferugli scoppiati per una disputa sul tempo di parola da concedere agli indipendenti, la seduta è stata presto aggiornata al giorno successivo per via del grave ostruzionismo manifestato conseguentemente dalle opposizioni, facendo così slittare l’intero procedimento, seppur non di molto.
Il giorno successivo dunque, ossia il 23 gennaio, riunitosi nuovamente il Dáil Éireann, la nomina è stata infine approvata con 95 favorevoli, 76 contrari e 3 non votanti, permettendo così al Governo di entrare ufficialmente in carica, dopo la nomina immediatamente postuma del Presidente della Repubblica.

## Compagine di governo

### Appartenenza politica
L'appartenenza politica dei membri del Governo alla sua formazione è la seguente:
| Partito | Partito            | Taoiseach | Ministri | Ministri di Stato | Totale |
| ------- | ------------------ | --------- | -------- | ----------------- | ------ |
|         | Fianna Fáil (FF)   | 1         | 7        | 10                | 17     |
|         | Fine Gael (FG)     | —         | 7        | 8                 | 15     |
|         | Indipendente (IND) | —         | —        | 5                 | 5      |
| Totale  | Totale             | 1         | 14       | 23                | 38     |

### Situazione parlamentare
Sulla base dei voti espressi dai gruppi parlamentari in occasione del voto di fiducia nei confronti di Michael Martin e del suo governo nel gennaio 2025, l'appoggio parlamentare al governo si poteva riassumere come segue:
| Camera       | Collocazione        | Partiti                                              | Seggi    |
| ------------ | ------------------- | ---------------------------------------------------- | -------- |
| Dáil Éireann | Maggioranza         | FF (48), FG (37), REG (8), IND (2)                   | 95 / 174 |
| Dáil Éireann | Opposizione         | SF (39), LP (11), SD (9), IND-G (9), I&P (7), GP (1) | 76 / 174 |
| Dáil Éireann | Non votanti/Assenti | REG (1), FG (1), SD (1)                              | 3 / 174  |

## Composizione
Fianna Fáil (FF)
     Fine Gael (FG)
| Dipartimento del Taoiseach                                                   | Dipartimento del Taoiseach                                                                        | Dipartimento del Taoiseach | Dipartimento del Taoiseach     | Dipartimento del Taoiseach |
| Carica                                                                       | Titolare                                                                                          | Titolare                   | Titolare                       | Ministri di Stato |
| ---------------------------------------------------------------------------- | ------------------------------------------------------------------------------------------------- | -------------------------- | ------------------------------ | --- |
| Taoiseach                                                                    |                                                                                                   |                            | Micheál Martin (FF)            | - Mary Butler (FF) Dipartimento del Taoiseach - Thomas Byrne (FF) Dipartimento del Tánaiste Dal 29/01/2025 |
| Tánaiste                                                                     |                                                                                                   |                            | Simon Harris (FG)              | - Mary Butler (FF) Dipartimento del Taoiseach - Thomas Byrne (FF) Dipartimento del Tánaiste Dal 29/01/2025 |
| Ministeri                                                                    |                                                                                                   |                            |                                | |
| Ministri                                                                     | Ministri                                                                                          | Ministri                   | Ministri                       | Ministri di Stato |
| Affari esteri e Commercio                                                    |                                                                                                   |                            | Simon Harris (FG)              | - Thomas Byrne (FF) Affari esteri Dal 29/01/2025 - Neale Richmond (FG) Sviluppo internazionale e Diaspora Dal 29/01/2025 |
| Difesa                                                                       | Thomas Byrne (FF) Difesa Dal 29/01/2025                                                           |                            | Simon Harris (FG)              | |
| Impresa, Turismo ed Impiego                                                  |                                                                                                   |                            | Peter Burke (FG)               | - Niamh Smyth (FF) Promozione del Commercio, Intelligenza artificiale e Trasformazione digitale Dal 25/02/2025 - Alan Dillon (FG) Piccole imprese e Rivenditori Dal 25/02/2025                                                         |
| Trasporti                                                                    |                                                                                                   |                            | Darragh O'Brien (FF)           | - Seán Canney (Indipendente) Trasporti internazionali e stradali, logistica, ferrovie e porti - Jerry Buttimer (FG) Trasporto rurale Dal 29/01/2025                                                                                    |
| Clima, Ambiente ed Energia                                                   | - Timmy Dooley (FF) Dal 25/02/2025 - Alan Dillon (FG) Economia circolare Dal 25/02/2025           |                            | Darragh O'Brien (FF)           | |
| Comunicazioni, Arti, Media, Cultura e Sport                                  |                                                                                                   |                            | Patrick O'Donovan (FG)         | Charlie McConalogue (FF) Sport e Politiche postali Dal 29/01/2025 |
| Infanzia, Disabilità ed Uguaglianza                                          |                                                                                                   |                            | Norma Foley (FF)               | Hildegarde Naughton (FG) Disabilità |
| Finanze                                                                      |                                                                                                   |                            | Paschal Donohoe (FG)           | Robert Troy (FF) Servizi finanziari, Credito cooperativo ed Assicurazioni Dal 29/01/2025 |
| Giustizia, Affari interni e Migrazione                                       |                                                                                                   |                            | Jim O'Callaghan (FF)           | - Niall Collins (FF) Diritto internazionale, Riforme legislative e Giustizia giovanile Dal 29/01/2025 - Colm Brophy (FG) Migrazione Dal 25/02/2025                                                                                     |
| Istruzione ulteriore e superiore, Ricerca, Innovazione e Scienza             |                                                                                                   |                            | James Lawless (FF)             | Marian Harkin (Indipendente) Istruzione superiore, Apprendistati, Abilità costruttive e climatiche Dal 25/02/2025 |
| Protezione sociale                                                           |                                                                                                   |                            | Dara Calleary (FF)             | Carica non assegnata |
| Sviluppo rurale e comunitario e Gaeltacht                                    | Jerry Buttimer (FG) Sviluppo delle Comunità, Enti caritatevoli, Gaeltacht ed Isole Dal 29/01/2025 |                            | Dara Calleary (FF)             | |
| Istruzione e Gioventù                                                        |                                                                                                   |                            | Helen McEntee (FG)             | Michael Moynihan (FF) Istruzione speciale e Inclusione Dal 29/01/2025 |
| Alloggi, Governo locale e Patrimonio                                         |                                                                                                   |                            | James Browne (FF)              | - John Cummins (FG) Governo locale e Pianificazione Dal 29/01/2025 - Christopher O'Sullivan (FF) Natura, Patrimonio e Biodiversità Dal 29/01/2025 - Kieran O'Donnell (FG) Alloggi Dal 29/01/2025                                       |
| Agricoltura, Alimentazione, Pesca e Marina                                   |                                                                                                   |                            | Martin Heydon (FG)             | - Noel Grealish (Indipendente) Promozione alimentare, Nuovi mercati, Ricerca e sviluppo - Michael Healy-Rae (Indipendente) Foreste, Sicurezza agricola ed Orticoltura Dal 29/01/2025 - Timmy Dooley (FF) Pesca e Marina Dal 25/02/2025 |
| Spesa pubblica, Infrastrutture, Servizi Pubblici, Riforme e Digitalizzazione |                                                                                                   |                            | Jack Chambers (FF)             | - Kevin Moran (Indipendente) Ufficio dei Lavori Pubblici Dal 29/01/2025 - Emer Higgins (FG) Appalti pubblici, Digitalizzazione e Governo digitale Dal 29/01/2025                                                                       |
| Salute                                                                       |                                                                                                   |                            | Jennifer Carroll MacNeill (FG) | - Mary Butler (FF) Salute mentale - Jennifer Murnane O'Connor (FF) Salute pubblica, Benessere e Medicamenti Dal 29/01/2025 - Kieran O'Donnell (FG) Anziani Dal 29/01/2025                                                              |

### Esplicative
1. ↑  Ossia, Primo ministro.
2. ↑  Uno dei quale è anche Vice Primo ministro (Tánaiste).
3. ↑  Viene riportata la situazione parlamentare solo di questa camera (e non anche dello Seanad Éireann) poiché solo quest'ultima ha il potere di controllare il rapporto di fiducia con l'esecutivo.
4. ↑  Comprende: IND (8).
5. ↑  Comprende: II (4), IND (3) ed A (2).
6. ↑  Comprende: S/PBP (3), IND (3) e 100%R (1).
7. ↑  La Ceann Comhairle Verona Murphy (IND), in quanto in una posizione dirigenziale dell’Assemblea, e per questo indipendente, non ha partecipato al voto.

### Bibliografiche
1. ↑  (EN) 'Ambitious' programme for government with Martin as Taoiseach until November 2027, The Irish Examiner, 16 gennaio 2025.
2. ↑   Irlanda: Fine Gael e Fianna Fail chiamate a costruire una nuova coalizione, ma serve un terzo partito, Agenzia Nova, 3 dicembre 2024.
3. ↑  (EN) Statement from the Labour Party, su labour.ie, Labour Party of Ireland, 5 dicembre 2024.
4. ↑  (EN) Irish Labour Party rules out junior role in next coalition, Reuters, 19 dicembre 2024.
5. ↑  (EN) FF and FG parliamentary parties agree to back Independent Verona Murphy as Ceann Comhairle, The Journal, 17 dicembre 2024.
6. ↑  (EN) Independent TD Verona Murphy voted in as Ireland’s first female speaker, The Guardian, 18 dicembre 2024.
7. ↑  (EN) Draft Programme for Government 2025 (PDF), Fianna Fáil, 15 gennaio 2025.
8. ↑  (EN) FF ratifies Programme for Government at special Ard Fheis, RTÉ, 19 gennaio 2025.
9. ↑  (EN) Fine Gael members back Programme for Government, RTÉ, 20 gennaio 2025.
10. ↑   In Irlanda i partiti centristi hanno trovato un accordo per formare anche il prossimo governo, Il Post, 14 gennaio 2025.
11. ↑  (EN) Taoiseach election delay 'farcical' amid chaos in the Dáil, BBC, 22 gennaio 2025.
12. ↑  (EN) Micheál Martin’s return as Ireland’s leader delayed by parliamentary wrangling, Associated Press (AP), 22 gennaio 2025.
13. ↑   L’elezione del nuovo primo ministro irlandese non è andata come previsto, Il Post, 23 gennaio 2025.
14. ↑   Enda McClafferty, Micheál Martin elected taoiseach after chaos subsides, BBC, 23 gennaio 2025.